# Bidu Sayão
Balduína de Oliveira Sayão, més coneguda com a Bidu Sayão, (Itaguaí, 11 de maig de 1902 — Rockport, Maine, Estats Units d'Amèrica, 12 de març de 1999) va ser una cèlebre intèrpret lírica brasilera. Considerada una de les més grans cantants de l'òpera de tots els temps, va ser una de les més grans intèrprets del Brasil.

## Biografia
Fou filla de Pedro Luiz de Oliveira Sayão i de Maria José da Costa Oliveira Sayão. Bidu Sayão va començar estudiant cant amb Elena Theodorini, una romanesa que llavors vivia en el Brasil. Elena la va dur per Romania, on va continuar els seus estudis. Més tard, a Niça, França, va ser alumna de Jean de Reszke, un tenor polonès que la va ajudar a consolidar la seva tècnica vocal. Bidu va estrenar en 1926 en el Teatre Costanzi de Roma el paper de Rosina d'Il barbiere di Siviglia, de Gioachino Rossini. Va debutar en el Metropolitan Opera House de Nova York el 13 de febrer de 1937, en el paper de Manon de l'òpera homònima de Jules Massenet, en una representació transmesa per ràdio. Va ser la primera cantant brasilera en cantar en aquell teatre en un paper principal.
Va formar part de l'elenc del Metropolitan durant molts anys, fins a la seva darrera participació, el 1952, amb la mateixa òpera amb la qual havia debutat: Manon. Arturo Toscanini era el seu admirador, referint-se a ella sovint com la piccola brasiliana (traduït de l'italià, significa "la petita brasilera"). El febrer de 1938, va cantar pel president dels EUA, Franklin D. Roosevelt, a la Casa Blanca. Roosevelt li va oferir la ciutadania nord-americana, però ella no la va acceptar. Segons ella, "en el Brasil jo vaig néixer i en el Brasil moriré". De fet, va morir de pneumònia en els Estats Units d'Amèrica en 1999, abans de fer 97 anys, sense poder realitzar un dels seus desitjos: tornar a veure la Badia de Guanabara.
Tenia previst viatjar a la Badia l'any del seu centenari, però va morir abans d'això. En morir, vivia en la ciutat de Lincolnsville, en l'Estat de Maine, on va residir gran part de la seva vida.

## Al Brasil

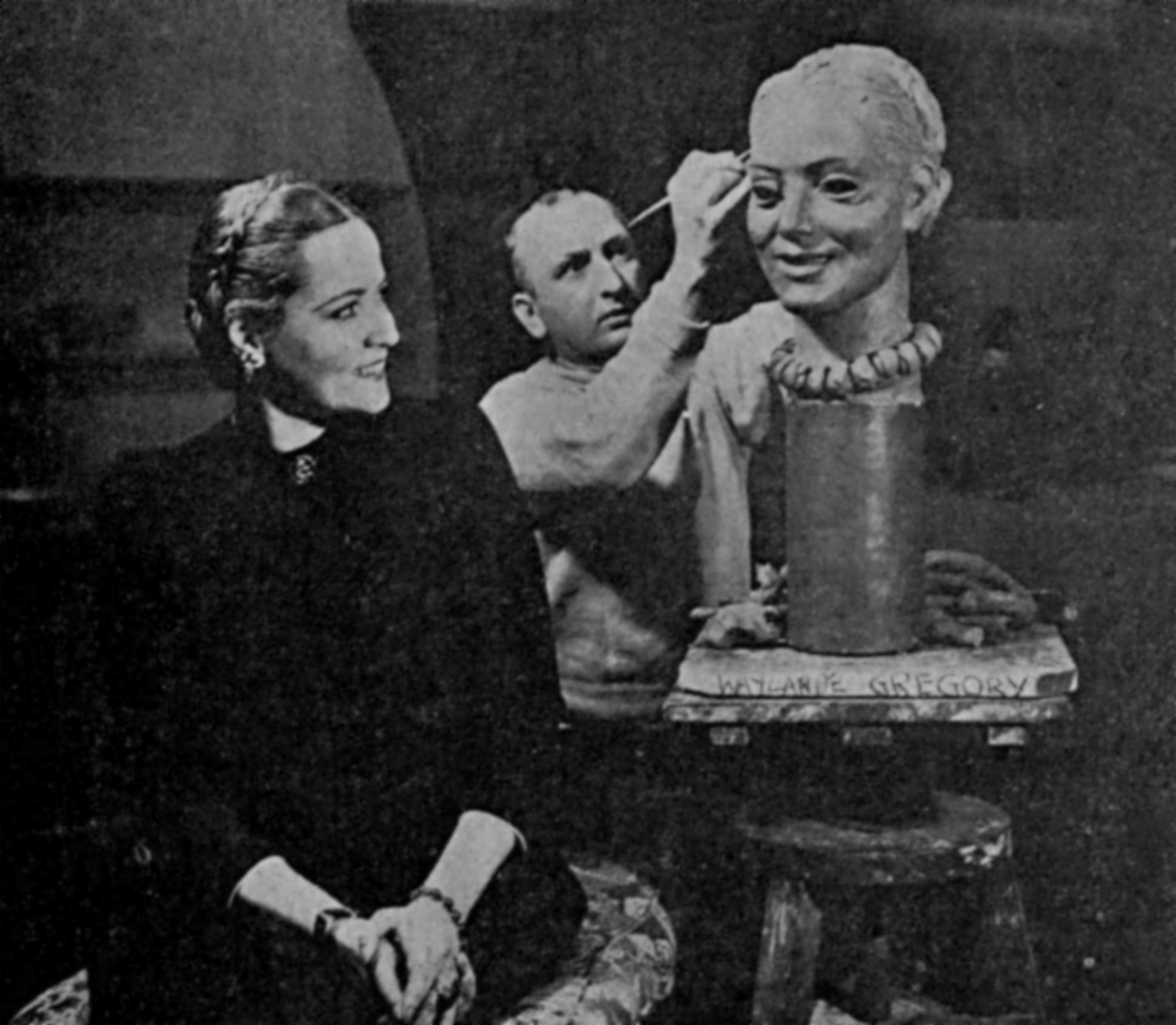
Bidu Sayão amb l'escultor Waylande Gregory que li va fer un bust, el 1942.

Bidu Sayão va cantar per últim cop al Municipal de Rio de Janeiro el 26 de setembre de 1937, en una representació de La traviata, acompanyada per Bruno Landi (Alfredo), Giuseppe Danise (Germont) i Carmen Tornari (Flora), entre d'altres, dirigits per Angelo Ferrari.
En 1946, coincidint amb el tràmit del seu divorci de l'empresari italià Walter Mocchi, va tornar al Brasil per un curt període. Va actuar en el Theatro Municipal de Rio el dia 15 d'agost de 1946, en el muntatge de l'òpera Roméo et Juliette de Charles Gounod, amb la direcció de Jean Morel i amb l'Orquestra del Theatro Municipal.
Després del divorci, Bidu es va casar amb el seu company de moltes representacions Giuseppe Danise.
El 17 d'agost de 1946, Bidu va cantar de nou al Theatro Municipal, en l'òpera Pelléas et Mélisande, de Claude Debussy.
Entre agost i setembre de 1946, Bidu Sayão encara es presentaria unes poques vegades més en el mateix teatre, representacions que serien les seves últimes en el Brasil.
Va rebre un homenatge al Brasil el 1995, quan la seva vida i la seva carrera van ser representades per l'escola de samba Beija-Flor. Ella va participar en l'últim cotxe al·legòric, anomenat El Cigne Negre, asseguda a un tron curosament preparat per ella.

## Gràcia i delicadesa

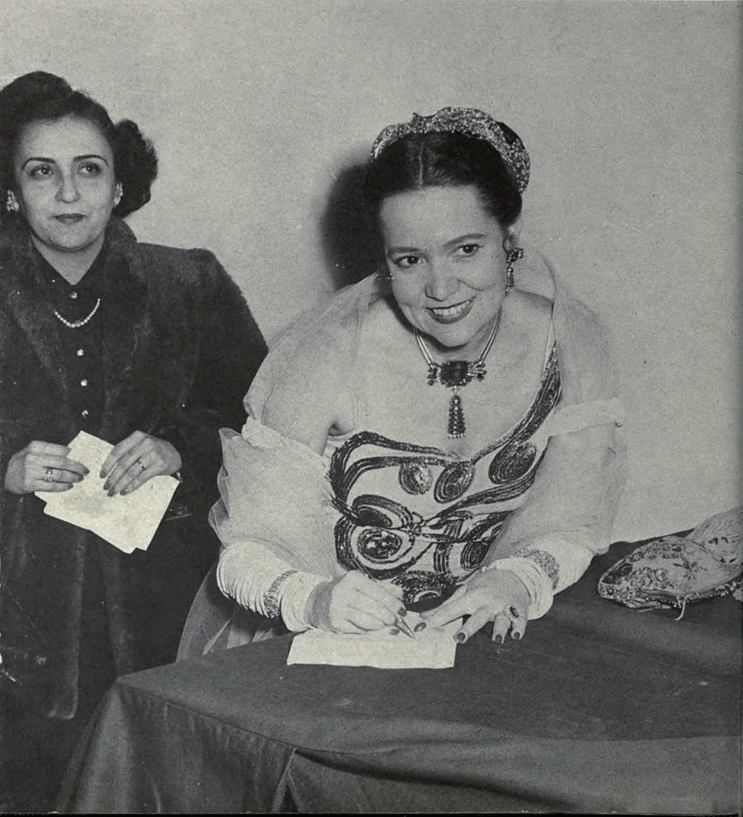
Bidu Sayão durant una visita a la Universitat de Michigan. (c.1953)

A més de ser de baixa estatura, Bidu Sayão tenia una veu que la feia més adequada pels papers femenins més delicats i graciosos. Entre els papers en els quals ella més va destacar, s'inclouen Mimì de La Bohème de Puccini, Susanna en Les noces de Figaro de Mozart, Zerlina de Don Giovanni de Mozart, Violetta de La Traviata de Verdi, Gilda de Rigoletto de Verdi, Zerbinetta de Ariadne auf Naxos de Richard Strauss i els papers femenins principals de Roméo et Juliette de Gounod i Pelléas et Mélisande, l'única òpera de Debussy.

## Discografia
- Le Nozze di Figaro
- Le Nozze di Figaro - Ressenya crítica (en anglès)
- Selecció d'àries i cançons Arxivat 2005-08-15 a Wayback Machine.
- Àries d'òpera Arxivat 2007-09-27 a Wayback Machine.